# Volat V1

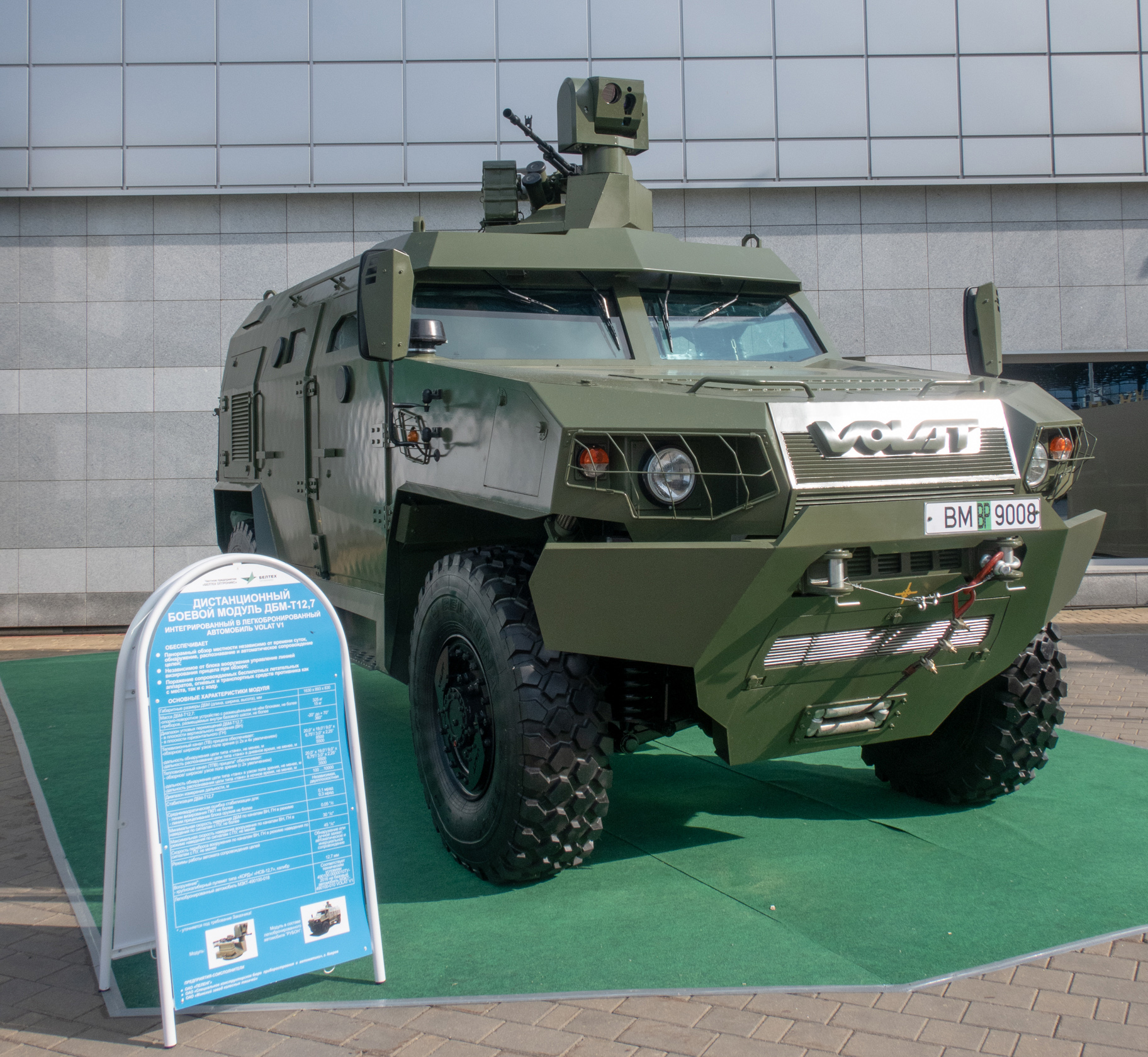
Волат В1 с дистанционным боевым модулем

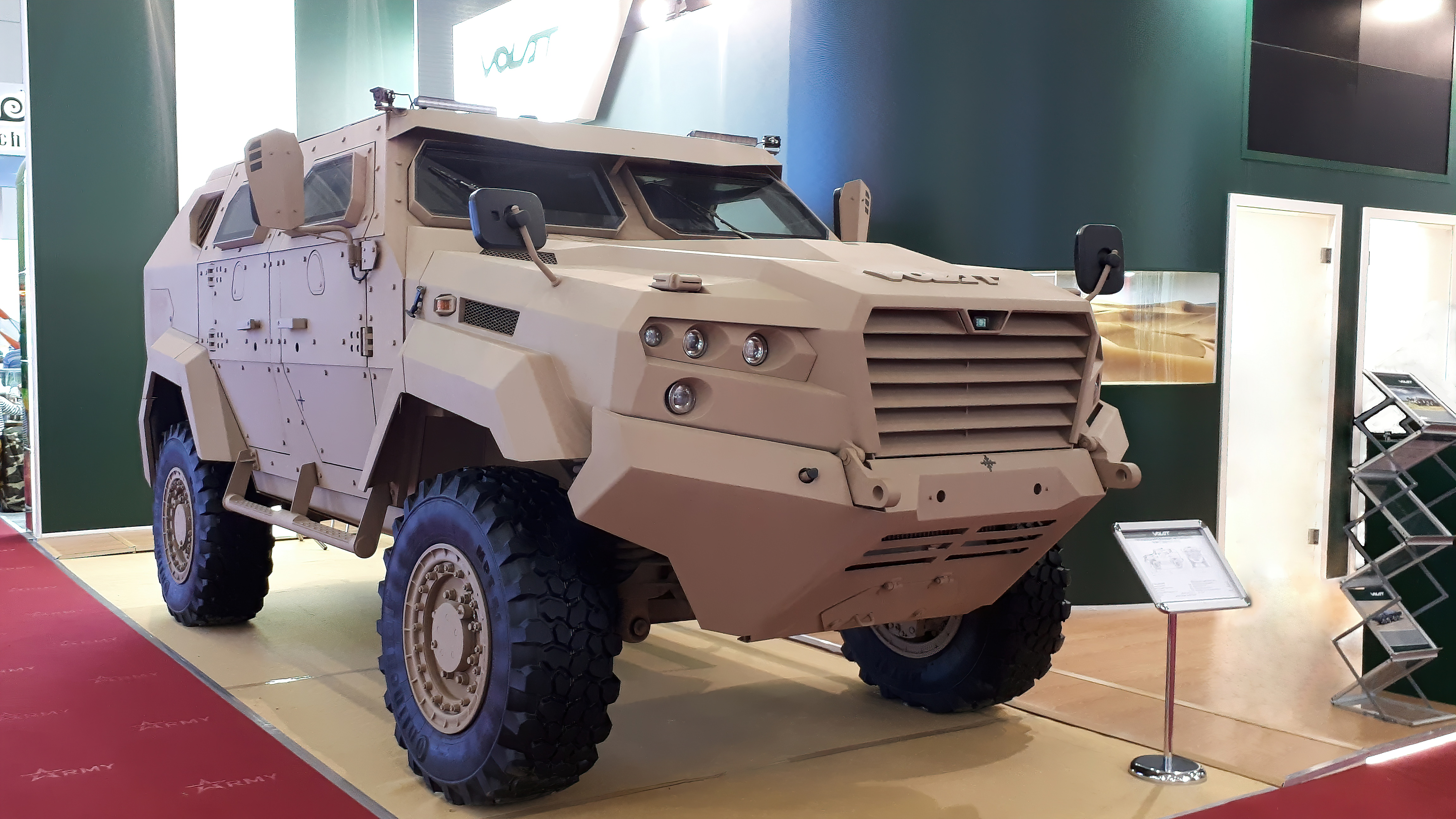
МЗКТ-490101-010 на выставке «Армия-2020»

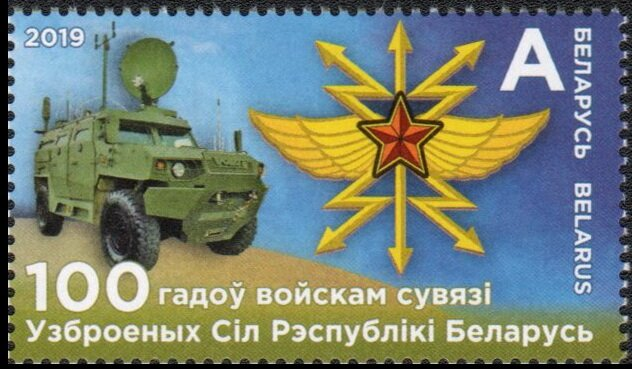
Волат В1 на почтовой марке Беларуси 2019 года

МЗКТ-490100 Volat V1 (бел. Волат «могучий человек, великан») — белорусский бронеавтомобиль, созданный на Минском заводе колёсных тягачей.

## История Volat V1
Проект «Волат» V-1 был создан инженерами Минского завода колёсных тягачей. Предприятие получило заказ министерства обороны, благодаря которому имеет шансы выйти на мировой рынок бронированных автомобилей. Опытный образец нового  V1 был создан в 2016 году. Впервые машины появилась на выставке Eurosatory в Париже. Бронеавтомобиль привлёк внимание посетителей. После окончания выставки испытания V1 продолжились. Следующий показ бронеавтомобиля Volat состоялся в мае 2017 года в рамках выставки MILEX-2017. Было представлено три машины.
На данный момент ни одна страна не выразила желание закупить V1, однако в самой Беларуси машина уже стоит на вооружении сил специальных операций, погранвойск и внутренних войск МВД.

## Характеристика
Длина составляет 6400 мм, ширина — 2550, а высота —  2660. У Volat V1 объём топливных баков — 260 л (2×130 л), запас хода на одной заправке — около 1000 км. Размерность шин — 14.00R20, модель — Бел-248. Под капотом находится 215-сильный турбодизель ЯМЗ-534.52. Максимальная скорость у машины —  120 км/ч. Трансмиссия — автоматическая, собственного производства МЗКТ. Подвеска — длинноходовая независимая пружинная. Бронирование — по классу Бр-4. Volat способен перевозить до 10 человек

## Варианты
МЗКТ-490100-010 – стандартная комплектация ЛБА
МЗКТ-490101-010 – экспортный
МЗКТ-490100-011 – с боевым функциональным модулем для Министерства Обороны
МЗКТ-490100-012 – проект легкобронированного автомобиля с медицинским модулем
МЗКТ-490100-014 – оснащённый станцией РЭБ «Гроза-С»
МЗКТ-490100-015 – БРДМ-4Б1/БРДМ-4Б2
МЗКТ-490100-016 – оснащён ПТРК «Шершень-М»
МЗКТ-490100-017 – оперативно-тактический автомобиль Внутренних Войск МВД
МЗКТ-490100-018 – боевой с ДБМ-Т12.7 «Рубон»
МЗКТ-490100-019 – оснащённый радиостанцией Р-186 «Богатырь-2»
МЗКТ-490100-020 – проект трёхдверного легкобронированного автомобиля с медицинским модулем
МЗКТ-490100-117 – вариант МЗКТ-490100-217 для ГПК и ОСАМ
МЗКТ-490100-119 – оснащённый радиостанцией Р-186 «Богатырь-2» для Внутренних Войск МВД
МЗКТ-490100-217 – доработанный по итогам длительной эксплуатации оперативно-тактический автомобиль Внутренних Войск МВД